# Eleanor Bennett
Eleanor Bennett (1942) è un'ex sciatrice alpina statunitense.

## Biografia
Sciatrice polivalente, Eleanor Bennett debuttò in campo internazionale in occasione dei Nor Am Championships 1959 (Squaw Valley, 21-23 febbraio), dove si classificò 5ª nella discesa libera, 13ª nello slalom gigante, 5ª nello slalom speciale e 8ª nella combinata, e nello stesso anno si piazzò 3ª nella discesa libera della Roch Cup (Aspen, 6-8 marzo). Nel 1961 fu 2ª nella discesa libera della Harriman Cup (Sun Valley, 24-26 marzo) e nel 1963 nella medesima competizione (Sun Valley, 29-31 marzo) si classificò 3ª nello slalom speciale e 2ª nella combinata; chiuse la carriera ai Campionati statunitensi di quell'anno (Aleyska, 4-6 aprile), dove vinse la medaglia d'argento nello slalom speciale e quella di bronzo nella discesa libera. Non prese parte a rassegne olimpiche o iridate.

## Palmarès

### Campionati statunitensi
- 3 medaglie:
  - 2 argenti (discesa libera nel 1959[4], slalom speciale nel 1963[7])
  - 1 bronzo (discesa libera nel 1963[7])